# Baptozius
Baptozius is een geslacht van kreeftachtigen uit de klasse van de Malacostraca (hogere kreeftachtigen).

## Soort
- Baptozius vinosus (H. Milne Edwards, 1834)